# Spin – Paris im Schatten der Macht
Spin – Paris im Schatten der Macht (Originaltitel: Les hommes de l’ombre) ist eine französische Drama-Fernsehserie. Ihre Premiere feierte die Serie am 25. Januar 2012 auf dem französischen öffentlich-rechtlichen Sender France 2. Die deutschsprachige Erstausstrahlung erfolgte am 4. September 2014 auf dem Bezahlfernsehsender Sony Entertainment Television.

## Handlung

### Staffel 1
Der französische Präsident fällt in Saint-Étienne einem vermeintlich islamistischen Bomben-Anschlag zum Opfer und erliegt seinen Verletzungen. Doch schnell wird klar: Die politischen Oberhäupter Frankreichs sind die wahren Drahtzieher des Komplotts. Infolgedessen wird eine Präsidentenwahl stattfinden. Der Top-Kandidat bei der anstehenden Wahl ist der momentane Premierminister Philippe Deleuvre, und ihm ist jedes Mittel recht, der mächtigste Mann im Staat zu werden. Doch die Staatssekretärin für Soziales Anne Visage stellt sich gegen den Premierminister zur Kandidatur auf. Unterstützung bekommt sie von Simon Kapita, dem ehemaligen Spin-Doctor des getöteten Präsidenten. Nun beginnt ein politischer Machtkampf mit Intrigen und Verrat um das Amt des Präsidenten und bedroht dabei den gesamten Staatsapparat.

### Staffel 2
Nachdem Anne Visage die Wahl nicht gewinnen konnte, setzt die Handlung ein Jahr nach dem Wahlsieg des neuen Präsidenten Alain Marjorie ein. Nachdem seine bipolare Ehefrau einen Unfall verursacht, den ihr jüngerer Geliebter nicht überlebt, und der Innenminister aufgrund einer Korruptionsaffäre zum Rücktritt gezwungen werden muss, stellt der Präsident Simon Kapita ein, welcher noch zuvor für seine politische Gegnerin gearbeitet hatte. Dieser muss ihn dabei unterstützen, die manische Depression seiner Ehefrau zu verschweigen, und sich gegenüber der erstarkenden Opposition zu behaupten.

## Besetzung und Synchronisation
Die deutschsprachige Synchronisation der Serie erfolgte durch die SDI Media Germany GmbH, Berlin unter Dialogregie von Ludwig Schultz.
| Figur                   | Darsteller                               | Deutscher Sprecher |
| ----------------------- | ---------------------------------------- | ------------------ |
| Anne Visage             | Nathalie Baye                            |                    |
| Simon Kapita            | Bruno Wolkowitch                         | Thomas Nero Wolff  |
| Ludovic Desmeuze        | Grégory Fitoussi                         |                    |
| Valentine               | Clémentine Poidatz                       |                    |
| Philippe Deleuvre       | Philippe Magnan                          |                    |
| Apolline Vremler        | Valérie Karsenti (1) Emmanuelle Bach (2) |                    |
| Alain Marjorie          | Nicolas Marié                            |                    |
| Robert Palissy          | Yves Pignot                              |                    |
| Malik Gendre            | Abdelhafid Metalsi                       | Stefan Gossler     |
| Guénelon                | Philippe Hérisson                        |                    |
| Juliette                | Marianne Fabbro                          |                    |
| Marc Kajanef            | Mathieu Barbet                           |                    |
| Isabelle Desportes      | Christiane Millet                        |                    |
| Lili                    | Aïssatou Diop                            |                    |
| Claudia                 | Sandra Choquet                           | Melanie Isakowitz  |
| Alexandra               | Smadi Wolfman                            |                    |
| Elisabeth Marjorie      | Carole Bouquet                           |                    |
| Gabrielle Tackichieff   | Aure Atika                               |                    |
| Virginie                | Rani Bheemuck                            |                    |
| Innenminister           | Patrick Harivel                          |                    |
| Französischer Präsident | François Dunoyer                         | Stefan Staudinger  |

## Ausstrahlung
Frankreich
Die erste Staffel wurde in Frankreich vom 25. Januar bis zum 8. Februar 2012 in Doppelfolgen auf dem französischen öffentlich-rechtlichen Sender France 2  ausgestrahlt. Die ersten beiden Folgen wurden von 5,2 Millionen Zuschauern gesehen und erreichten einen Markenanteil von 19,2 Prozent. Die dritte und vierte Folge verfolgten noch 4,9 Millionen Zuschauer und erreichten so einen Markenanteil von 17,4 Prozent. Die letzten beiden Folgen der Staffel erreichten 4,6 Millionen Zuschauer und einen Markenanteil von 16,4 Prozent. Die Ausstrahlung der zweiten Staffel findet seit dem 1. Oktober 2014 wieder in Doppelfolgen statt.
Die Serie wurde für eine dritte Staffel verlängert.
Deutschland
Die deutschsprachige Erstausstrahlung der ersten Staffel war vom 4. September bis zum 9. Oktober 2014 auf dem Bezahlfernsehsender Sony Entertainment Television zu sehen. Die Ausstrahlung der zweiten Staffel erfolgte direkt nach Ausstrahlung der ersten ab 16. Oktober 2014.

## Episodenliste

### Staffel 1
| Nr. (ges.) | Nr. (St.) | Deutscher Titel         | Originaltitel         | Erstausstrahlung Frankreich | Deutschsprachige Erstausstrahlung (D) |
| ---------- | --------- | ----------------------- | --------------------- | --------------------------- | ------------------------------------- |
| 1          | 1         | Das Attentat            | L’Attentat            | 25. Jan. 2012               | 4. Sep. 2014                          |
| 2          | 2         | Die Kandidatin          | La Candidate          | 25. Jan. 2012               | 11. Sep. 2014                         |
| 3          | 3         | Die Eroberung der Mitte | La Conquête du Centre | 1. Feb. 2012                | 18. Sep. 2014                         |
| 4          | 4         | Der Zeuge               | Le Témoin             | 1. Feb. 2012                | 25. Sep. 2014                         |
| 5          | 5         | Der Zusammenschluss     | Le Ralliement         | 8. Feb. 2012                | 2. Okt. 2014                          |
| 6          | 6         | Die Geschäftemacher     | Trahisons             | 8. Feb. 2012                | 9. Okt. 2014                          |

### Staffel 2
| Nr. (ges.) | Nr. (St.) | Deutscher Titel                   | Originaltitel         | Erstausstrahlung Frankreich | Deutschsprachige Erstausstrahlung (D) |
| ---------- | --------- | --------------------------------- | --------------------- | --------------------------- | ------------------------------------- |
| 7          | 1         | Der Unfall                        | L’Accident            | 1. Okt. 2014                | 16. Okt. 2014                         |
| 8          | 2         | Nervenkrieg                       | La Guerre des nerfs   | 1. Okt. 2014                | 23. Okt. 2014                         |
| 9          | 3         | Terror in Algerien                | Otages                | 8. Okt. 2014                | 30. Okt. 2014                         |
| 10         | 4         | Die Geschäfte des Monsieur Bakian | La cuillère du Diable | 8. Okt. 2014                | 6. Nov. 2014                          |
| 11         | 5         | Rachegelüste                      | Chantage              | 15. Okt. 2014               | 13. Nov. 2014                         |
| 12         | 6         | Macht und Gewissen                | L’exercice du pouvoir | 15. Okt. 2014               | 20. Nov. 2014                         |

### Staffel 3
| Nr. (ges.) | Nr. (St.) | Deutscher Titel                     | Originaltitel       | Erstausstrahlung Frankreich | Deutschsprachige Erstausstrahlung (D) |
| ---------- | --------- | ----------------------------------- | ------------------- | --------------------------- | ------------------------------------- |
| 13         | 1         | Todesschüsse live                   | Mort en direct      | 21. Okt. 2016               | 23. Feb. 2017                         |
| 14         | 2         | Der Scoop                           | La femme de l’ombre | 21. Okt. 2016               | 2. März 2017                          |
| 15         | 3         | Verzeihen ist die Antwort der Liebe | Politique People    | 28. Okt. 2016               | 9. März 2017                          |
| 16         | 4         | Lügen haben ihren Preis             | Manipulations       | 28. Okt. 2016               | 16. März 2017                         |
| 17         | 5         | Unter die Gürtellinie               | Trahisons           | 4. Nov. 2016                | 23. März 2017                         |
| 18         | 6         | Die Schattenfrau                    | Fin de partie       | 4. Nov. 2016                | 30. März 2017                         |